# Corymica caustolomaria
Corymica caustolomaria är en fjärilsart som beskrevs av Moore 1888. Corymica caustolomaria ingår i släktet Corymica och familjen mätare. Inga underarter finns listade i Catalogue of Life.